# Karagül
Karagül è un serial televisivo drammatico turco composto da 125 puntate suddivise in quattro stagioni, trasmesso su Fox dal 29 marzo 2013 al 10 giugno 2016.

## Trama
La serie è ambientata nel distretto di Halfeti (in provincia di Şanlıurfa), in Turchia.

### Prima stagione (puntate 1-12)
La famiglia Şamverdi è la famiglia più potente della cittadina di Halfeti e produce pistacchi. Il capofamiglia è Mehdi Şamverdi, che con la moglie Kadriye ha due figli: Kendal e Murat, e una figlia, Melek. Kendal è sempre stato geloso di suo fratello Murat, che è sempre stato un figlio prediletto, perché è riuscito a fornire alla famiglia un sano erede maschio, mentre l'unico figlio di Kendal, Asım, nato dalla sua prima moglie Emine, soffre di paralisi cerebrale. La gelosia di Kendal crebbe così tanto che invitò Murat sulla nave, lo picchiò e lo gettò nell'Eufrate. Kendal ha detto alla famiglia in lutto che Murat si era ucciso. Dopo la triste notizia, la moglie di Murat da Istanbul arriva nella residenza della famiglia Şamverdi. Ebru con i suoi tre figli: Ada, Maya e Rüzgar, che non conoscevano l'altra famiglia del marito. Il suo arrivo influisce molto su Narin, la prima moglie di Murat che Murat ha lasciato per Ebru e lei e il figlio di Murat, Baran. Scoppia immediatamente un conflitto tra Kendal ed Ebru, e lei decide di restare a Halfeti. Ma quello che Ebru non sa è che il figlio di Murat e Narin, Baran, è in realtà suo figlio perduto da tempo che Murat le aveva detto che era morto. Mehdi ha deciso che suo nipote Baran dovrebbe stare nella pensione lontano dalla sua madre biologica Ebru, che attualmente si trova a Istanbul.

### Seconda stagione (puntate 13-49)
Kendal continua a cercare di cacciare Ebru dall'ostello, ma lei gli si oppone con l'aiuto di Firat, il fratello di Narin che è tormentato dalla coscienza sporca perché sa che Baran è il figlio di Ebru. Ebru conquista lentamente il favore di Baran, che non sa essere suo figlio, e delle altre donne della loggia e le incoraggia a opporsi a Kendal. Nel frattempo, l'amante di Kendal, Sibel, rimane incinta di un figlio, e Kendal la porta alla locanda con orrore della sua seconda moglie, Özlem, che sta portando una figlia. In un violento combattimento, Özlem perde il suo bambino e giura vendetta su Kendal e Sibel. Durante questo periodo, le figlie di Ebru, Ada e Maya, si stanno adattando alla vita in un nuovo ambiente, ma i loro piani saranno sconvolti dal misterioso motociclista Serdar, di cui entrambe si innamorano. Viene rivelato che Murat è vivo ma gravemente ferito e ha intenzione di vendicarsi di Kendal.

### Terza stagione (puntate 50-88)
Kendal si tira fuori dai guai ancora una volta e riesce a convincere tutta la famiglia della sua innocenza. Murat muore per le ferite inflittegli da Kendal. Firat scopre che Kendal è responsabile della morte di Murat e decide di dire finalmente a Ebro la verità su Baran, ma Kendal lo uccide prima che possa farlo. La sorella di Kadriya, Fikriye, e suo figlio Kenan, appaiono in Halfeti. Ma Fikriye nasconde un oscuro segreto. Kenan è in realtà il figlio di Mehdi. Fikriye ha saputo che soffriva di cancro e che i suoi giorni erano contati, quindi ha deciso di confessare tutto a sua sorella e chiedere perdono. Kenan, invece, vuole vendicarsi di Kendal per l'omicidio di Murat e Firat. D'altra parte, la morte di Firat e la costante paura che il suo segreto venga rivelato fanno impazzire completamente Narin, che accoltella Ebru con un coltello in un impeto di rabbia. Sebbene Ebru la perdoni generosamente e menti persino in tribunale, Narin cerca con tutte le sue forze di separare Ebru e Baran, che si stanno avvicinando. Nel finale di stagione, la madre di Kadrije rivela finalmente a Ebru che Baran è suo figlio.

### Quarta stagione (puntate 88-125)
Ebru ora sa che Baran è suo figlio, ma Narin cerca in tutti i modi di impedirle di rivelare la verità a Baran. Ha cercato di ucciderla e ha convinto Kendall ad accusare falsamente Maya di spaccio di droga per mettere a tacere Ebru. Alla fine, la madre di Kadrije, tormentata dal senso di colpa, rivela a Baran che Ebru è sua madre. Baran è combattuto tra due madri che combattono ferocemente per il suo affetto. Ebr è anche tormentata da Ada, che è furiosa con lei per aver trascurato gli altri suoi figli mentre trattava con Baran. Kendal e Kenan continuano la loro guerra e Kenan riesce a separare Kendal da Sibel e dal loro figlio Mehdi. Ma Kendal riesce a impossessarsi di tutte le prove che Kenan ha contro di lui riguardo all'omicidio di Murat e Firat. Ozlem scopre di essere incinta anche se pensava fosse impossibile, e il vecchio segreto di Kadriya inizia a venire alla luce, così come il vero motivo della disabilità di Asım. Melek si innamorò di Sabri, il fratello di Özlem, nemico giurato di Kendal e fuggitivo dalla legge. Tuttavia, Kendal decide di sposarla con Merdan, il figlio del suo socio in affari Rustem. Merdan è uno psicopatico che uccide Sabri davanti agli occhi di Melek. Giura vendetta e accetta di sposare Merdan, che uccide il giorno del matrimonio, dopodiché si suicida gettandosi da un dirupo. La vera ragione della disabilità di Asım è che quando Asım è caduto dalle scale, è caduto mentre correva. È stato inseguito da Kendal, suo padre. Asım ha filmato suo padre mentre uccideva suo nonno. Il motivo è Kendal, quando Emine scopre che Asım è diventato disabile a causa sua, cercherà di ucciderlo. Merdan è uno psicopatico che uccide Sabri davanti agli occhi di Melek. Giura vendetta e accetta di sposare Merdan, che uccide il giorno del matrimonio, dopodiché si suicida gettandosi da un dirupo. La vera ragione della disabilità di Asım è che quando Asım è caduto dalle scale, è caduto mentre correva. È stato inseguito da Kendal, suo padre. Asım ha filmato suo padre mentre uccideva suo nonno. Il motivo è Kendal, quando Emine scopre che Asım è diventato disabile a causa sua, cercherà di ucciderlo. Merdan è uno psicopatico che uccide Sabri davanti agli occhi di Melek. Giura vendetta e accetta di sposare Merdan, che uccide il giorno del matrimonio, dopodiché si suicida gettandosi da un dirupo. La vera ragione della disabilità di Asım è che quando Asım è caduto dalle scale, è caduto mentre correva. È stato inseguito da Kendal, suo padre. Asım ha filmato suo padre mentre uccideva suo nonno. Il motivo è Kendal, quando Emine scopre che Asım è diventato disabile a causa sua, cercherà di ucciderlo.

## Episodi
| Stagione         | Episodi | Prima TV Turchia | Prima TV Italia |
| ---------------- | ------- | ---------------- | --------------- |
| Prima stagione   | 12      | 2013             | inedita         |
| Seconda stagione | 37      | 2013-2014        | inedita         |
| Terza stagione   | 39      | 2014-2015        | inedita         |
| Quarta stagione  | 37      | 2015-2016        | inedita         |

## Personaggi e interpreti

### Personaggi principali
- Ebru Şamverdi (episodi 1-125), interpretata da Ece Uslu. È una donna che vive una vita felice con suo marito Murat, che riceve improvvisamente la notizia che suo marito si è suicidato ad Halfeti e va lì. Lì si stabilisce con la famiglia di suo marito. Ha tre figli: Ada, Maya e Rüzgar. Baran, invece, è il primo figlio che non ha mai conosciuto e che pensava che fosse morto alla nascita. Quando si stabilisce ad Halfeti, affronta la verità che suo marito le ha nascosto.
- Fırat Mercan † (episodi 1-64), interpretato da Yavuz Bingöl. È il fratello di Narin. Muore dopo essere caduto giù dalla scogliera in acqua, dopo che i freni della sua auto si sono rotti.
- Narin Mercan † (episodi 1-121), interpretata da Özlem Conker. È la figlia della zia di Murat. Quando perde i suoi genitori in giovane età, rimane con sua zia Kadriye. Ha un matrimonio religioso con Murat. Le viene dato anche il figlio di Ebru, Baran. Ma Murat ama Ebru. Con l'arrivo di Ebru, Narin attende giorni difficili. Quando si rende conto di essere colpevole della morte di Fırat Mercan, si suicida gettandosi nel fiume Eufrate.
- Kendal Şamverdi (episodi 1-125), interpretato da Mesut Akusta. È il fratello maggiore di Murat che ha lavorato duramente per portare avanti l'eredità di suo padre. Tuttavia, per suo padre Mehdi, è sempre più prezioso e speciale. Incapace di dare a Mahdi, che vuole un nipote, un solido erede, Kendal è schiacciato sotto il peso di questo, mentre il destino gioca la sua carta vincente dalla parte di Kendal. Per sposare Ebru, la donna di cui si è innamorato a Istanbul, Murat offre il suo primogenito in sacrificio al Mahdi e agli Şamverdi compra la sua libertà in cambio del figlio, così decide di adottare Baran come suo figlio.
- Oğuz Kılıçoğlu (episodi 1-125), interpretato da Ogün Kaptanoğlu. È il padre di Deniz ed è il comandante della Gendarmeria di Halfeti. Sebbene siano platonicamente innamorati di Narin da molti anni, dopo la morte di Murat inizia una relazione tra loro.
- Özlem Şamverdi (episodi 1-125), interpretata da Hilal Altınbilek. È la seconda moglie di Kendal. È l'amante della villa ed è una delle donne più importanti. È stato dato con la forza a Kendal Ağa in giovane età dai suoi fratelli. Svolge un ruolo importante nel rivelare la verità con la sua bellezza, ferocia e curiosità e cerca di vendicarsi della famiglia Şamverdi.
- Kadriye Şamverdi † (episodi 1-125), interpretato da Şerif Sezer. Muore per cause naturali.
- Baran / Deniz Şamverdi (episodi 1-125), interpretata da Mert Yazıcıoğlu. È il primogenito di Ebru e Murat. Alla sua nascita viene fatto credere ad Ebru che sia morto, e in seguito fu dato a Narin per la sua educazione.
- Ada Şamverdi (episodi 1-125), interpretata da Ayça Ayşin Turan. È la figlia ribelle e combattiva di Ebru e Murat e sorella gemella di Maya, che non può andare d'accordo con Baran.
- Maya Şamverdi (episodi 1-125), interpretata da İlayda Çevik. È la figlia calma e ottimista di Ebru e Murat e sorella gemella di Ada.
- Rüzgar Şamverdi (episodi 1-125), interpretata da Arda Erkuran. È il secondo figlio di Ebru e Murat, che è asmatico.
- Emine Şamverdi (episodi 1-125), interpretata da Hülya Duyar. È la prima moglie di Kendal, che ha un figlio disabile di nome Asım.
- Sibel † (episodi 1-125), interpretata da Ebru Ojen Şahin. È la madre di Ayşe e Mehdi ed ex moglie di Kasim. Viene colpita e uccisa da uno degli uomini di Kendal.
- Melek Şamverdi † (episodi 1-125), interpretata da Sebahat Kumaş. È la figliastra di Kendal e sorella di Murat. È una ragazza tranquilla e calma. Infine, si suicida gettandosi da un dirupo.
- Ayse Özalp (episodi 1-125), interpretata da Sevda Erginci. È la figlia di Sibel ed è la ragazza di Baran. Anche se pensa che sua madre Sibel sia sua sorella maggiore, in realtà è sua figlia, che l'ha data alla luce fuori dal matrimonio.
- Asım Şamverdi (episodi 1-125), interpretato da Can Atak. È il figlio disabile di Kendal nato dalla sua prima moglie Emine. È molto affezionato a suo padre, ma non a lui non piace in quanto è disabile.

### Personaggi secondari
- Murat Şamverdi † (episodi 1-2, 40-53), interpretato da Özcan Deniz. È il fratellastro di Kendal e marito di Ebru Samverdi. Infine, muore a causa di una malattia.
- Kenan Güner Tekinalp (episodi 76-111), interpretato da Saruhan Hünel. È il figlio di Fikriye. Sentendo che Murat è stato ucciso da Kendal, vende tutte le società a Istanbul e si trasferisce a Halfeti per vendicarsi. Il suo peggior nemico è Kendal. Infine, decide di trasferirsi a Istanbul per curarsi.
- Fikriye Güner, interpretata da Gonca Cilasun. È la sorella di Kadriye che è offesa dopo che tutti i suoi segreti che aveva tenuto nascosto per molto tempo vengono rivelati all'improvviso.
- Serdar Kılıçoğlu (episodi 24-125), interpretato da Burak Çelik. È l'amante di Ada, fratello del comandante Oğuz e zio di Deniz.
- Kasım (episodi 16-125), interpretata da Eser Karabil. È un uomo che lavora per Kendal, ex fidanzato di Sibel e padre di Ayşe.
- Sabri † (episodi 54-98), interpretato da Bülent Polat. Il fratello di Özlem, che è innamorato di Melek. Il suo peggior nemico è Kendal. Infine, viene colpito e ucciso da Merdan.
- Deniz Kılıçoğlu, interpretata da Su Olgaç. È la figlia del comandante Oğuz ed è un caro amico di Ada e Maya.
- Elif Yıldız, interpretata da Açelya Elmas. È l'insegnante di orientamento di Ada, Maya e Deniz, che si innamora del comandante Oğuz.
- Emre, interpretato da Feyzan Soykan. È il nipote di Elif ed è il ragazzo di Maya.
- Rıza (episodi 1-125), interpretato da Turan Selçuk Yerlikaya. È un uomo che lavora al fianco di Kendal, che è profondamente legato alla sua padrona di casa.
- Recep † (episodi 1-18), interpretato da Yalçın Ertürk. È il primo amore di Melek. Viene accoltellato in prigione Kasım, uno degli uomini di Kendal.
- Merdan Keser † (episodi 83-108), interpretato da Mehmed Mehmedof. È il marito di Melek, con il quale è stata sposata per un breve periodo. Ha sparato a Sabri perché amava Melek. Quest'ultima dopo aver scoperto tutto si vendica sparandogli e uccidendolo.
- İdris †, interpretato da Mahmut Gökgöz.  È il padre di Kendal. Quando quest'ultimo scopre di essere suo padre, non vede nulla e lo uccide gettandolo da un dirupo.
- Mehdi †, interpretato da Sıraç. Mentre Kasım, Ayşe, Mehdi Bebek e Özlem stanno scappando, Kendal lo segue e lo getta in acqua e muore, mentre Ayşe, Özlem e Kasım si salvano.
- Şahin (episodi 4-5, 73-76), interpretato da Emre Tetikel. È un amico di Selçuk, di cui Ada rimase incinta.
- Selçuk (episodi 2, 75-76), interpretato da Can Verel. È un amico di Şahin.
- Nazlı Şamverdi (episodi 100-118), interpretato da Deniz Durmaz.
- Fikriye Tekinalp, interpretato da Gonca Cilasun.
- Rüstem Keser, interpretato da Murat Baykan.
- Cemal, interpretato da Saydam Yeniay.
- Fatih, interpretato da Çetin Karakul.
- Salman (episodi 40-58), interpretato da Eray Özbal.
- Gülizar Keser, interpretata da Özlem Akınözü.
- Selar (episodi 115-118), interpretato da Ufuk Sen.

## Produzione
La serie è diretta da Murat Saraçoğlu e Günay Günaydın, scritta da Sema Ergenekon, Eylem Canpolat, Pınar Uysal, Funda Çetin, Erkan Birgören, Betül Yağsağan, Beril Köse, Özlem Yücel, Mert Meriçli, Hale Çalap e Özlem Taşağal Yakıcı e prodotta da Şükrü Avşar, in collaborazione con la società di produzione Avşar Film.

### Casting
Per i personaggi di Ebru e Murat, è stato inizialmente concordato con Şebnem Bozoklu e Bülent İnal. Il produttore Şükrü Avşar, che ha visto il primo episodio della serie, ha cambiato cast, sostenendo che il dramma della serie non si rifletteva abbastanza sullo schermo. È stato concordato con Ece Uslu invece di Şebnem Bozoklu e Özcan Deniz invece di Bülent İnal. Il 29 gennaio 2015, è stato dichiarato che Bülent İnal che interpreterà un personaggio diverso si innamorerà dell'attrice protagonista Ece Uslu, entrerà a far parte del cast della serie. Tuttavia, Saruhan Hünel è entrato a far parte della serie a causa di un disaccordo.

### Riprese
La serie è stata girata nelle città di Gaziantep, Şanlıurfa, Diyarbakır e Adana, in Turchia. Inoltre, tra i luoghi utilizzati per le riprese vi è anche a Balıklıgöl e Halfeti (entrambe in provincia di Şanlıurfa) dove stati costruiti dei luoghi speciali per la serie.

## Distribuzione

### Turchia
In originale la serie è andata in onda su Fox dal 29 marzo 2013 al 10 giugno 2016: la prima stagione è stata trasmessa dal 29 marzo al 14 giugno 2013, la seconda stagione è stata trasmessa dal 20 settembre 2013 al 13 giugno 2014, la terza stagione è stata trasmessa dal 19 settembre 2014 al 12 giugno 2015, mentre la quarta stagione è stata trasmessa dal 2 ottobre 2015 al 10 giugno 2016.
Composizione puntate
In originale la serie è composta da quattro stagioni di 125 puntate, ognuna delle quali ha una durata 130 minuti circa: la prima stagione comprende le prime 12 puntate (puntate 1-12), la seconda stagione 37 (puntate 13-49), la terza stagione 39 (puntate 50-88), mentre la quarta stagione le rimanenti 37 (puntate 89-125).

## Trasmissioni internazionali
| Paese                | Rete televisiva | Prima TV locale   |
| -------------------- | --------------- | ----------------- |
| Turchia              | Fox             | 29 marzo 2013     |
| Cipro del Nord       | Fox             | 29 marzo 2013     |
| Singapore            | TV3             | 2013              |
| Albania              | Klan TV         | 2014              |
| Bulgaria             | TV 7            | 3 giugno 2014     |
| Croazia              | Nova TV         | 24 agosto 2014    |
| Romania              | Pro TV          | 15 settembre 2014 |
| Romania              | Acasă TV        | 15 settembre 2014 |
| Pakistan             | Urdu1           | 25 novembre 2014  |
| Iraq                 | Kurdmax         | 10 dicembre 2013  |
| Grecia               | Star            | 28 ottobre 2014   |
| Georgia              | Imedı Tv        | 1º dicembre 2014  |
| Iran                 | FARSI1          | 2014              |
| Libano               | LBCI            | 2014              |
| Siria                | MBC             | 2014              |
| Malaysia             | TV9             | 2014              |
| Cina                 | CCTV            | 2015              |
| Perù                 | Latina          | 2015              |
| Bosnia ed Erzegovina | NTV Hayat       | 2015              |
| Cile                 | Canal 13        | 2 marzo 2015      |
| Montenegro           | TV Vijesti      | 9 marzo 2015      |
| Ucraina              | 1+1             | giugno 2015       |
| Macedonia del Nord   | Sitel           | ottobre 2015      |
| Serbia               | RTV Pink        | 7 dicembre 2015   |
| Tunisia              | Nessma          | 2016              |
| Costa Rica           | Repretel        | 2016              |
| Kazakistan           | Qazaqstan       | 2022              |

## Accoglienza

### Critica
La serie, che è riuscita ad attirare l'attenzione del pubblico fin dai primi episodi, ha colto un'incredibile ascesa con l'aumento dei punti di rating negli episodi successivi. Gli attori della serie, che hanno girato nelle province di Gaziantep e Şanlıurfa, sono stati criticati sia dalla popolazione locale che dagli editorialisti per non aver rispecchiato con successo il dialetto appartenente a questa regione. Un'altra critica è stata che Halfeti, un distretto di Şanlıurfa, è stato mostrato come un distretto di Gaziantep.

## Riconoscimenti
Ayakli Gazete TV Stars Awards
- 2014: Premio come Miglior serie televisiva turca dell'anno per Karagül
- 2014: Premio come Miglior serie televisiva dell'anno per Karagül
- 2014: Premio come Miglior attrice dell'anno ad Ece Uslu
- 2014: Premio come Miglior attore dell'anno a Mesut Akusta
- 2014: Premio come Miglior attore non protagonista dell'anno in un dramma a Ogün Kaptanoğlu
- 2014: Premio come Miglior attrice non protagonista dell'anno in un dramma a Özlem Conker
- 2014: Premio come Miglior musica dell'anno per una serie televisiva a Fırat Yükselir
- 2014: Premio come Miglior attore in una serie televisiva drammatica a Mesut Akusta
- 2014: Premio come Miglior attore in una serie televisiva drammatica ad Özcan Deniz
- 2014: Premio come Miglior attrice in una serie televisiva drammatica a Hilal Altınbilek

Premi televisivi di Adalia
- 2013: Premio come Miglior serie televisiva drammatica per Karagül
- 2014: Premio come Miglior attore in una serie televisiva a Yavuz Bingöl
- 2014: Premio ai Candidati per la direzione artistica della serie a Murat Saraçoğlu e Günay Günaydın

Premio Altın Kelebek
- 2013: Premio come Miglior musica per una serie televisiva a Fırat Yükselir
- 2014: Premio come Miglior serie televisiva drammatica per Karagül
- 2014: Premio come Miglior attrice in una serie televisiva drammatica ad Ece Uslu
- 2014: Premio come Miglior sceneggiatura in una serie televisiva drammatica a Sema Ergenekon ed Eylem Canpolat

Università Ahi Evran
- 2014: Premio come Giovane attrice di maggior successo dell'anno ad Ayça Ayşin Turan